# Pico Veleta
O Pico Veleta é, com 3398 m de altitude,  o terceiro cume mais alto da Península Ibérica e segundo da sua cordilheira, a cordilheira Penibética, pelo que tem baixa proeminência topográfica. Encontra-se na província de Granada, no sudoeste da Espanha e pertence à Sierra Nevada. As suas coordenadas UTM são 30S 675013 e as suas coordenadas geográficas são 37° 03′ N, 3° 21′ O. Na Serra Nevada espanhola, a cerca de 2900 m de altitude abriga o telescópio IRAM 30m. 